# Worobieckaja (mijanka)
Worobieckaja (ros. Воробецкая) – mijanka i przystanek kolejowy w miejscowości Worobieckaja, w rejonie wielkołuckim, w obwodzie pskowskim, w Rosji. Położona jest na linii Moskwa - Siebież.